# Sŏnbong
Sŏnbong är en ort i Nordkorea.   Den ligger i provinsen Rason, i den nordöstra delen av landet, 500 km nordost om huvudstaden Pyongyang. Sŏnbong ligger 13 meter över havet och antalet invånare är 27 331.
Terrängen runt Sŏnbong är kuperad. Havet är nära Sŏnbong åt sydost.  Närmaste större samhälle är Najin, 13,0 km sydväst om Sŏnbong. 